# Minamoto no Sanetomo
Minamoto no Sanetomo (源 実朝?; 17 settembre 1192 – Kamakura, 13 febbraio 1219) è stato un militare giapponese.
Secondogenito di Minamoto no Yoritomo e Hōjō Masako, e fratello minore di Minamoto no Yoriie, fu il terzo shōgun dello shogunato Kamakura, e l'ultimo capo del clan Minamoto.

## Biografia

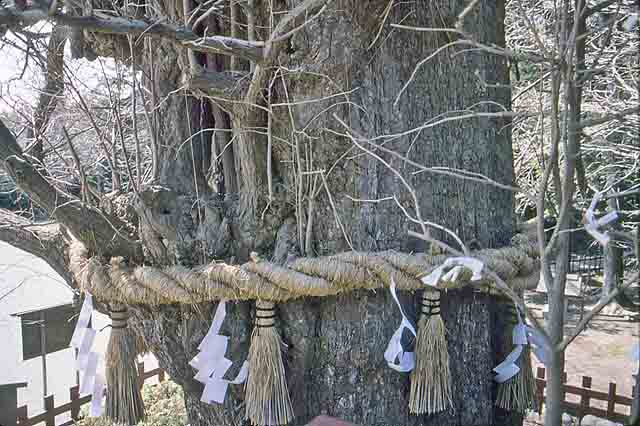
L'albero nel santuario Tsurugaoka Hachiman dietro il quale Kugyō Minamoto si appostò per uccidere Sanetomo

Dopo la morte di Yoritomo nel 1199, il nonno di Sanetomo, lo shikken Hōjō Tokimasa, si era impadronito del potere, relegando lo shōgun a una posizione meramente rappresentativa; Yoriie, che aveva cercato di opporsi, era stato arrestato e poi ucciso. Nel 1203, perciò, Sanetomo divenne il capo del clan Minamoto e fu nominato Seii Taishōgun; a differenza del fratello non si oppose al clan Hōjō, ma finì per essere al centro delle macchinazioni della madre e del nonno, che cercò di deporlo numerose volte a partire dal 1205.
Impossibilitato a partecipare alla politica del Paese, Sanetomo si dedicò alla poesia; dall'età di 17 anni ebbe come tutore Fujiwara no Teika, e a questi donò uno dei suoi tanka (un tipo di waka) da includere nell'antologia Ogura Hyakunin isshu (100 poemi di 100 poeti), una collezione annotata di poesia giapponese del periodo Heian e dell'inizio del periodo Kamakura. Lo shōgun scrisse più di 700 poesie.
Nella corte imperiale Sanetomo ottenne il terzo grado più alto, quello di Udaijin, una sorta di vice-ministro, nel 1218.
Verso la fine della sua vita divenne sempre più terrorizzato dal timore di essere assassinato, si lasciò andare all'inattività e alla depressione e cadde vittima di alcolismo cronico. Fu infine assassinato da suo nipote, il sacerdote buddista Kugyō (Minamoto no Yoshinari), figlio di Yoriie, il 13 febbraio 1219, giorno di Capodanno buddista, sulle scale del santuario Tsurugaoka Hachiman a Kamakura, di cui il nipote era priore (bettō).
Con la sua morte si estinse la linea pura (Seiwa Genji) del clan Minamoto; gli succedette Kujō Yoritsune.
Il suo nome è incluso nella lista dei Trentasei nuovi immortali della poesia.